# Eumastax tenuis
Eumastax tenuis är en insektsart som först beskrevs av Perty, J.A.M. 1832.  Eumastax tenuis ingår i släktet Eumastax och familjen Eumastacidae. Inga underarter finns listade i Catalogue of Life.